# Stel
Stel es un superhéroe de ficción, un robot extraterrestre del planeta Grenda, un planeta habitado por formas de vida robóticas, y miembro de la fuerza policial intergaláctica conocida como los Green Lantern Corps. Apareció por primera vez en Green Lantern (vol. 2) n.º 11 (marzo de 1962) publicado por DC Comics, y es creación del escritor John Broome y el artista Gil Kane.
Como Hal Jordan, Stel fue un protegido de Sinestro y similarmente tiene el don de saltar en la acción sin considerar las consecuencias. Como resultado, el celo de Stel por la batalla hace que a menudo reciba un considerable daño a su forma mecánica.
Como a todo Linterna Verde, el Anillo de Poder le da la capacidad de crear cualquier cosa que imagine. Es capaz de crear construcciones con el Anillo para reemplazar sus partes robóticas. Posee una agresiva batalla táctica que computa las probabilidades de éxito.  
Actualmente, es compañero del Linterna Verde Green Man (Hombre verde).